# Bolesław Kieniewicz
Bolesław Kieniewicz, poljski general, * 21. november 1907, † 3. maj 1969, Varšava, Poljska.